# Karen Bender
Karen Bender (Passo Fundo, 21 de fevereiro de 1996) é uma jogadora brasileira de de futebol. Ela joga como zagueira no Botafogo.

## Biografia
Karen é notável na defesa do Gloriosa por sua habilidade no jogo aéreo e sua determinação nas disputas de bola. Além de experiência em clubes tanto nacionais quanto internacionais, ela também foi fundamental no elenco que assegurou a promoção para a série A1 em 2020. Em 2022, a zagueira comemorou seu segundo título carioca com o Botafogo.
Ela é irmã de Kélen Bender, que também joga no Botafogo como atacante. Ambas começaram juntas na carreira de futebol, sendo Kélen quem influenciou a irmã.